# Liste der Kulturdenkmäler in Waldfischbach-Burgalben
In der Liste der Kulturdenkmäler in Waldfischbach-Burgalben sind alle Kulturdenkmäler der rheinland-pfälzischen Ortsgemeinde Waldfischbach-Burgalben aufgeführt. Grundlage ist die Denkmalliste des Landes Rheinland-Pfalz (Stand: 14. Dezember 2023).

## Denkmalzonen
| Bezeichnung                               | Lage                                                                  | Baujahr               | Beschreibung | Bild                           |
| ----------------------------------------- | --------------------------------------------------------------------- | --------------------- | --- | ------------------------------ |
| Denkmalzone Wallfahrtsort Maria Rosenberg | Burgalben, Rosenbergstraße 20/22 Lage                                 |                       | Wallfahrtsort Maria Rosenberg - Gnadenkapelle Rosa Mystica, kleiner Rotsandsteinbau, im Kern romanisch, Chor aus dem 13. Jahrhundert, Langhaus aus dem 15. Jahrhundert - Wallfahrtskirche Maria Rosenkranzkönigin: Hallenkirche in barockisierendem Heimatstil, 1910–12; Architekt Rudolf von Perignon, Würzburg - ehemalige Erziehungsanstalt für Mädchen: stattlicher Walmdachbau, 1910–12, Architekt Rudolf von Perignon, Würzburg - Kolonnaden mit Brunnenanlagen (Gnadenbrunnen von 1930), ausgedehnte Parkanlage mit Lourdes-Grotte, 1913 - zugehörig ferner Diözesan-Exerzitienhaus, 1931, Wirtschaftsgebäude | weitere Bilder Fotos hochladen |
| Denkmalzone Burgruine Heidelsburg         | Waldfischbach, südöstlich des Ortes oberhalb des Schwarzbachtals Lage | 2. und 3. Jahrhundert | Reste einer vorgeschichtlichen und einer römischen Befestigungsanlage, 2. und 3. Jahrhundert, Torbau (4. Jahrhundert) | weitere Bilder Fotos hochladen |

## Einzeldenkmäler
| Bezeichnung                                  | Lage                                                       | Baujahr                            | Beschreibung | Bild                           |
| -------------------------------------------- | ---------------------------------------------------------- | ---------------------------------- | --- | ------------------------------ |
| Wohnhaus                                     | Burgalben, Alleestraße 29 Lage                             | 18. Jahrhundert                    | Fachwerkhaus, teilweise massiv, 18. Jahrhundert | BW                             |
| Wohnhaus                                     | Burgalben, Kapellenstraße 1 Lage                           | 18. Jahrhundert                    | Fachwerkhaus, teilweise massiv und mit Holzschindelverkleidung, wohl aus dem 18. Jahrhundert                                                                                    | weitere Bilder Fotos hochladen |
| Schulhaus                                    | Burgalben, Mühlstraße 5 Lage                               | um 1905/10                         | ehemalige Schule, Walmdachbau, Bruchstein, um 1905/10 | weitere Bilder Fotos hochladen |
| Evangelische Kirche                          | Burgalben, Rosenbergstraße 2a Lage                         | 1412                               | dreiachsiger Saalbau, bezeichnet 1740, Chorturm 1412 | weitere Bilder Fotos hochladen |
| Friedhofskreuz, Kriegerdenkmal und Grabmäler | Waldfischbach, Friedhofstraße, auf dem alten Friedhof Lage | 19. und 20. Jahrhundert            | Grabmäler, 19. Jahrhundert; Friedhofskreuz, um 1900; Kriegerdenkmal 1914/18 | Fotos hochladen                |
| Amtsgericht                                  | Waldfischbach, Friedhofstraße 14 Lage                      | um 1900                            | ehemaliges Amtsgericht; Mansardwalmdachbau, Seitenrisalite, um 1900, mittlerweile Polizeistation                                                                                | BW                             |
| Brunnen                                      | Waldfischbach, Hauptstraße, gegenüber Nr. 30 Lage          | erste Hälfte des 19. Jahrhunderts  | Waschbrunnen, erste Hälfte des 19. Jahrhunderts | weitere Bilder Fotos hochladen |
| Pfarrhaus                                    | Waldfischbach, Hauptstraße 35 Lage                         | um 1910                            | ehemaliges evangelisches Pfarrhaus; kubischer Walmdachbau, um 1910 | Fotos hochladen                |
| Wohnhaus                                     | Waldfischbach, Hauptstraße 45 Lage                         | 19. Jahrhundert                    | Fachwerkhaus, teilweise massiv, Krüppelwalmdach, 19. Jahrhundert | Fotos hochladen                |
| Alte katholische Pfarrkirche St. Joseph      | Waldfischbach, Hauptstraße 51 Lage                         | 1861/62                            | ehemalige katholische Pfarrkirche St. Joseph, 1930 profaniert; neugotischer Rotsandsteinquadersaal, 1861/62                                                                     | weitere Bilder Fotos hochladen |
| Rathaus                                      | Waldfischbach, Hauptstraße 52 Lage                         | 1820                               | elfachsiger Krüppelwalmdachbau, bezeichnet 1820 | Fotos hochladen                |
| Evangelische Kirche                          | Waldfischbach, Hauptstraße 54 Lage                         | 1849–54                            | neuromanischer Saalbau, 1849–54 | weitere Bilder Fotos hochladen |
| Postamt                                      | Waldfischbach, Hauptstraße 55 Lage                         | um 1920/30                         | Putzbau, Reformarchitektur, um 1920/30 | Fotos hochladen                |
| Wohnhaus                                     | Waldfischbach, Hauptstraße 59 Lage                         | Mitte des 19. Jahrhunderts         | fünfachsiges Wohnhaus, Mitte des 19. Jahrhunderts | weitere Bilder Fotos hochladen |
| Wohnhaus                                     | Waldfischbach, Hauptstraße 63 Lage                         | Anfang des 19. Jahrhunderts        | eingeschossiger siebenachsiger Krüppelwalmdachbau, Anfang des 19. Jahrhunderts                                                                                                  | Fotos hochladen                |
| Posthalterei                                 | Waldfischbach, Hauptstraße 65 Lage                         | zweite Hälfte des 18. Jahrhunderts | ehemalige Posthalterei; Krüppelwalmdachbau, teilweise Fachwerk, zweite Hälfte des 18. Jahrhunderts                                                                              | Fotos hochladen                |
| Wohnhaus                                     | Waldfischbach, Hauptstraße 67 Lage                         | Mitte des 19. Jahrhunderts         | eingeschossiger siebenachsiger Krüppelwalmdachbau, Mitte des 19. Jahrhunderts                                                                                                   | Fotos hochladen                |
| Wohnhaus                                     | Waldfischbach, Hauptstraße 75 Lage                         | erste Hälfte des 19. Jahrhunderts  | fünfachsiger klassizistischer Krüppelwalmdachbau, erste Hälfte des 19. Jahrhunderts                                                                                             | Fotos hochladen                |
| Wohnhaus                                     | Waldfischbach, Hauptstraße 77 Lage                         | zweite Hälfte des 19. Jahrhunderts | Wohnhaus, 7 zu 3 Achsen, zweite Hälfte des 19. Jahrhunderts | Fotos hochladen                |
| Wohnhaus                                     | Waldfischbach, Hauptstraße 109 Lage                        | um 1860/70                         | klassizistisches Wohnhaus, um 1860/70, Fassadendekoration um 1920 | Fotos hochladen                |
| Museum                                       | Waldfischbach, Hauptstraße 112 Lage                        | um 1910/20                         | ehemaliges Forsthaus; eingeschossiger Mansarddachbau, Reformarchitektur, um 1910/20                                                                                             | weitere Bilder Fotos hochladen |
| Wohnhaus                                     | Waldfischbach, Hauptstraße 124 Lage                        | Mitte des 19. Jahrhunderts         | eingeschossiger klassizistischer Putzbau, Mitte des 19. Jahrhunderts | Fotos hochladen                |
| Katholisches Pfarrhaus                       | Waldfischbach, Prälat-Foltz-Straße 1 Lage                  | um 1930                            | katholisches Pfarrhaus, um 1930 | Fotos hochladen                |
| Katholische Pfarrkirche St. Joseph           | Waldfischbach, Schulstraße 17 Lage                         | 1929/30                            | romanisierende dreischiffige Sandstein-Basilika, 1929/30, Architekt Wilhelm Schulte II., Fürth; Gesamtanlage mit Pfarrhaus, Kirchen- und Pfarrhausgelände mit Einfassungsmauern | weitere Bilder Fotos hochladen |
| Wappenschmiede                               | Waldfischbach, südöstlich des Ortes am Schwarzbach Lage    | spätes 19. Jahrhundert             | ehemalige Mühle; Mühlrad, spätes 19. Jahrhundert | BW                             |